# 774年至775年间碳14飙升

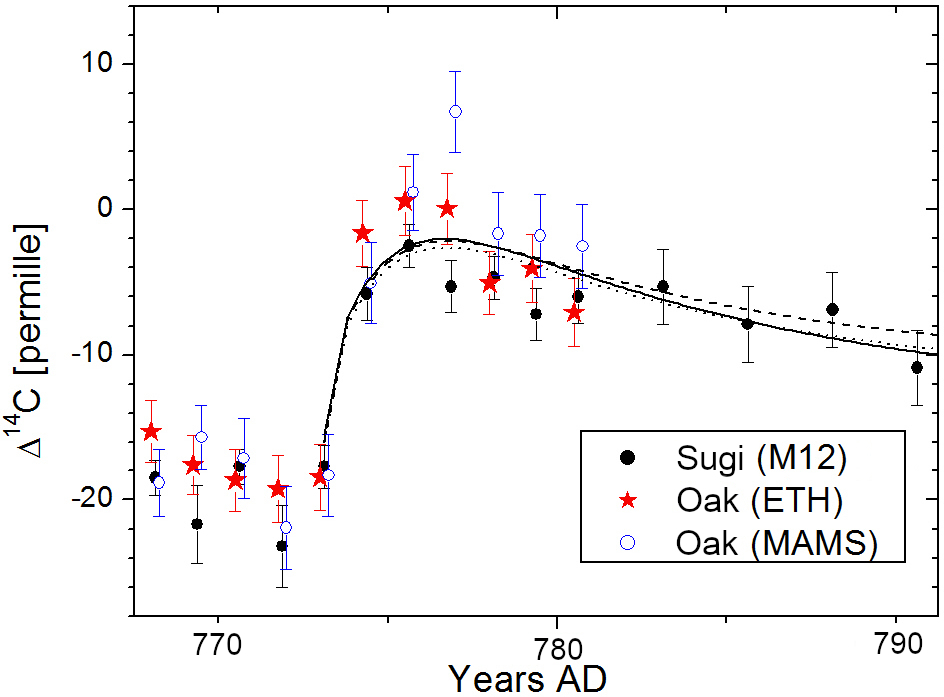
在公元774年前后，碳14浓度激增。上色的点表示的是日本和德国的树木的测量值，黑线表示的是按照碳14的含量水平拟合出来的模型。

774年至775年间碳14飙升是指在公元774年至775年间，树木年轮中碳14（14C）的浓度增长了1.2%，是普通的背景小幅度波动的20倍。 研究人员在研究日本柳杉时发现了这一现象，随后依照树轮年代学的有关理论确定了该现象具体的发生时间。此外，在南极冰层的核心地带检测出了铍的同位素10Be的激增，这一现象也与774年至775年间发生的事件相关。
该现象似乎在全球都有发生，在德国、俄罗斯、美国和新西兰树木的年轮中都有类似的碳14飙升的现象存在。
碳14的浓度激增了约1.2%，随后又逐渐减少（见右图）。这种模式和大气中碳14浓度突然增多表现出的模式很接近，暗示出这是一次突发事件。经计算，此次事件期间，全球碳14的产量为Q= (1.1至1.5)×108 原子/cm2。
目前，此现象的原因最广为接受的假说是太阳风暴引发的太阳质子事件。根据周大庄等人的研究，该事件质子通量达到了4.5×1010/cm2(>30MeV)，是迄今发现的最强太阳粒子事件，45倍于1956年2月23日太阳粒子事件，是1859年卡灵顿事件的2倍。

## 假说
目前，对于事件的发生，人们有几种不同的解释。
公元774年。在这一年中的复活节季，诺森布里亚人将他们的国王阿尔莱德从约克放逐；他们拥立了摩尔之子埃塞雷德为王，让他统治了四个春秋。这一年垂暮的天空中也出现了一个红色的十字架；麦西亚人和肯特人在奥特福德交战；在南撒克逊人的土地上，人们也看到了些奇妙的蛇。——《盎格魯-撒克遜編年史》

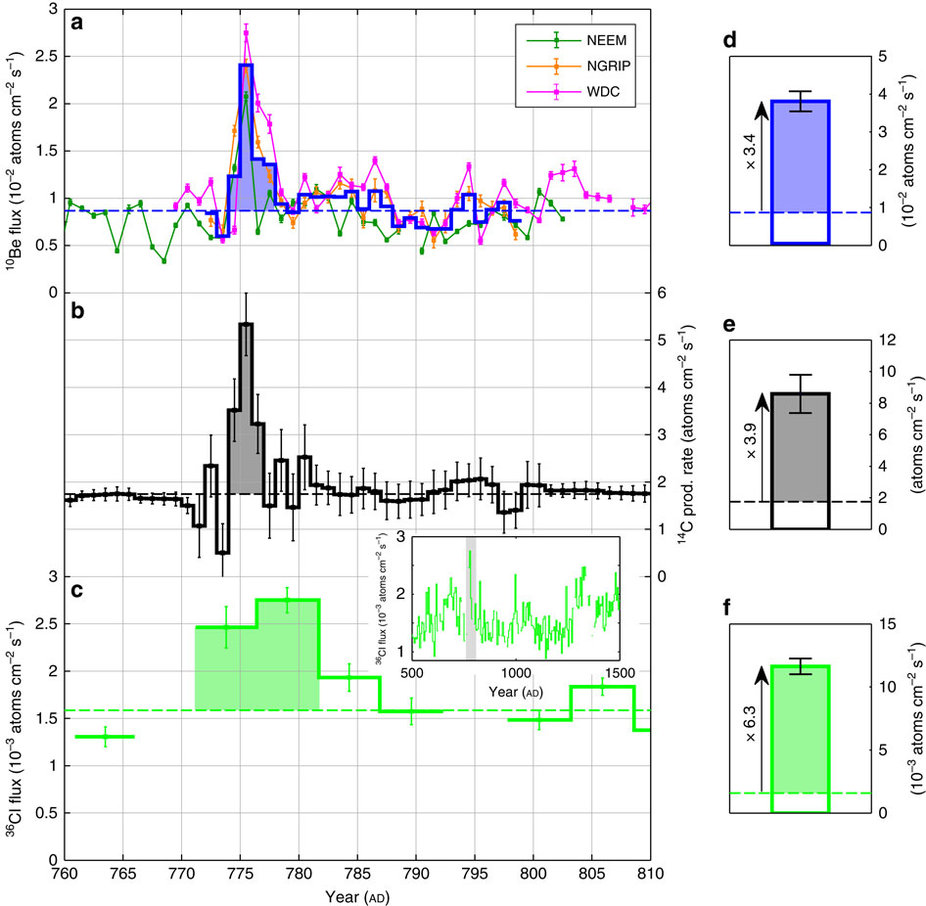
774年至775年碳14飙升事件中的^{10}Be、^{14}C和^{36}Cl。

根据《盎格魯-撒克遜編年史》的记载，774年间，英国的天空中出现了“红色的十字架”。鉴于人们没有发现超新星爆发的痕迹，“红色的十字架”被认为是极光。
中国也没有关于770年代中期极光的史料记载，只有在762年有极光的记录。770年代的彗星观测也与预期的大气现象不符。根据记载，775年发生了一场异常的“雷暴”。该记载发生唐朝大历十年十二月丙子，即公元775年1月17日。根据描述，“白气”（即极光）横跨星宿的东西南北，从晚上5至6点左右持续到半夜1至2点以后。
十二月丙子夜，东方月上有白气十馀道，如匹帛，贯五车、东井、舆鬼、觜、参、毕、柳、轩辕，三更后方散。——《旧唐书/卷36》
最常见的一种说法是，这次的碳14飙升是一场强烈的太阳耀斑引发的太阳粒子事件所造成的。这场太阳耀斑可能是有史以来最强烈的一次，但仍在太阳的极限以内。此外也有人提出过伽玛射线暴的可能性，但这似乎不太可能，因为同位素10Be和36Cl的浓度水平也出现了和碳14类似的情形。

## 类似事件发生的频率
在宇宙同位素的记录中，774年的这次事件是在过去的1.1万年间最强烈的一次，但绝非前无古人后无来者。公元993年至994年期间发生了类似的事情，但是强度只有774年到775年的0.6倍。此外，人们怀疑类似的事件在全新世年代也有发生。
从这些统计数据中，人们可能会估计这种事情可能上万年才能发生一回，而稍微轻微一些的可能每一千年、每个世纪都会发生。774年的这次事件并没有对地球生命造成多大的损害，但是如果它在现代社会中发生的话，很可能会对现代科技造成极大的破坏，首当其冲的就是通讯行业和卫星导航系统。此外，太阳耀斑所造成的这些同位素的变化也会给宇航员造成危险。

## 脚注
1. ↑  原文：